# Callopistria jamaicensis
Callopistria jamaicensis är en fjärilsart som beskrevs av Heinrich Benno Möschler 1886. Callopistria jamaicensis ingår i släktet Callopistria och familjen nattflyn. Inga underarter finns listade i Catalogue of Life.